# الحصول على التعليمات (برنامج)
الحصول على التعليمات (بالإنجليزية: Get help)‏ هو أحد مُكونات مايكروسوفت ويندوز [الإنجليزية]، يأتي مُضمنًا في ويندوز 10 وويندوز 10 موبايل، يُستخدم للاتصال بالدعم الفني الخاص بشركة مايكروسوفت، ويُمكن العثور عليه في قائمة البدء.
كان يُسمى التطبيق سابقًا باسم الاتصال بالدعم (بالإنجليزية: Contact Support)‏ ويُعتبر إحدى الميزات الجديدة المُضافة في نظامي تشغيل ويندوز 10 وويندوز 11.

## وصلات خارجيَّة
- الصفحة الرئيسيَّة على متجر مايكروسوفت